# علی طلوعی
علی طلوعی زاده ۱۸ شهریور ۱۳۵۵ در تهران است. او تهیه‌کننده، مجری طرح و سرمایه‌گذار در سینما و نمایش خانگی ایران است.

## زندگی‌نامه
علی طلوعی در سال ۱۳۵۵ در تهران متولد شده و تحصیلات وی کارشناسی مهندسی صنایع از دانشگاه صنعتی شریف و کارشناسی ارشد کارگردانی نمایش از دانشگاه آزاد اسلامی واحد علوم و تحقیقاتمی‌باشد.

او مدیرعامل هلدینگ «نبراس»، شامل موسسات تصویر گستر نبراس، شرکت نوآوران بامداد راه سبز، مؤسسه بین‌المللی نبراس پیکچرز، صاحب امتیاز آکادمی نبراسو رئیس هیئت مدیره شرکت توسعه نمایشگاه‌های بین‌المللی نبراسمی‌باشد.
طلوعی از تهیه‌کنندگان تحصیل کرده است و پیشرو در حوزه‌های مختلف هنر_صنعت می‌باشد.
تهیه کننده ملکه گدایان، برای اولین بار در تاریخ سینمای ایران با استفاده از روش نوین تأمین مالی جمعی (کراد فاندینگ) و تحت مجوز و تأیید فرابورس فیلم سینمایی بخارست، را در فرابورس عرضه کرده و نام خود را به عنوان اولین تهیه‌کننده ای که یک پروژه سینمایی را در فرابورس به عموم مردم عرضه کرد ثبت نمود.

## فیلم‌شناسی
سینمایی:
- خدا حافظ دختر شیرازی (افشین هاشمی) ۱۳۹۷ – سرمایه‌گذار
- من اینجا هستم (عباس امینی) ۱۳۹۸ – تهیه‌کننده
- کشتارگاه (عباس امینی) ۱۳۹۸ – سرمایه‌گذار و جانشین تهیه‌کننده
- بخارست[۶][۷] (سید مسعود اطیابی) ۱۴۰۱ تهیه‌کننده و سرمایه‌گذار

## نمایش خانگی
- سریال مانکن(حسین سهیلی زاده) ۱۳۹۸ - سرمایه‌گذار
- سریال ملکه گدایان[۸](حسین سهیلی زاده) ۱۳۹۹ - تهیه‌کننده[۹]
- سریال جادوگر[۱۰](سید مسعود اطیابی) ۱۴۰۰ - مجری طرح
- برنامه سینما 25[۱۱][۱۲]با اجرای فریدون جیرانی – مجری طرح

## حواشی بخارست
نظر مخالف تهیه‌کننده «بخارست» با کارگردان فیلم: اکران نمی‌کنیم
علی طلوعی در مصاحبه ای اعلام کرد:بخارست را اکران نمی‌کند. این در حالی است که شب گذشته مسعود اطیابی(کارگردان) اعلام کرد به خاطر بهبود شرایط روحی مردم فیلمش را اکران می‌کند.

## جوایز
* کشتارگاه
۱- جشنواره فیلم فجر ۱۳۹۹
۲-جشنواره بین‌المللی فیلم بوسان (کره جنوبی - اکتبر ۲۰۲۰) -
۳-برنده جایزه Kim Jiseok 3- جشنواره بین‌المللی فیلم مانهایم - هایدلبرگ (آلمان - نوامبر ۲۰۲۰) -
۴-برنده جایزه Ecumenical Jury’s Special Mention 4- جشنواره فیلم‌های آسیایی هنگ کنگ (هنگ کنگ - نوامبر ۲۰۲۰)
۵- برنده جایزه Cineaste Delights Section 5-جشنواره فیلم‌های ایرانی (استرالیا - دسامبر ۲۰۲۰)
۷- جشنواره بین‌المللی فیلم مالزی MIFFEST (مالزی - ژانویه ۲۰۲۱)
۸- جشنواره بین‌المللی فیلم داکا DIFF (بنگلادش - ژانویه ۲۰۲۱) - مسابقه فیلم آسیایی
۹- جشنواره فیلم‌های ایرانی موزه ملی هنر آسیا Smithsonian (آمریکا - ژانویه ۲۰۲۱)
۱۰- جشنواره فیلم‌های ایرانی بوستون بخش فضا و زمان (آمریکا - ژانویه ۲۰۲۱)
۱۱- جشنواره فیلم‌های ایران موزه هنرهای زیبا هاستون (آمریکا - ژانویه ۲۰۲۱)
۱۲- جشنواره بین‌المللی فیلم‌های جنایی (هند - فوریه ۲۰۲۱)
۱۳- سی و هشتمین جشنواره فیلم Reims Polar) Beaune Thriller) (فرانسه - می ۲۰۲۱) - برنده جایزه
۱۴- جشنواره بین‌المللی فیلم ولز (انگلستان - سپتامبر ۲۰۲۱) - برنده جایزه بهترین فیلم در بخش فیلم‌های زبانی خارجی ۱۵- جشنواره فیلم‌های ایرانی سانفرانسیسکو (آمریکا - سپتامبر ۲۰۲۱) - برنده جایزه Sepanta Award for the Best Actor in a Feature Film برای امیرحسین فتحی
۱۶-جشنواره فیلم‌های آسیایی بارسلونا (اسپانیا - اکتبر ۲۰۲۱) - در بخش ویژه
۱۷- جشنواره بین‌المللی فیلم Golden Jury (هند- دسامبر ۲۰۲۱)
* من اینجا هستم
۱- بیست و سومین جشنواره بین‌المللی فیلم شانگهای (چین - اوت و ژوئیه ۲۰۲۰)
۲- برنده جایزه Golden Goblet 2- جشنواره بین‌المللی فیلم داکا DIFF (بنگلادش - ژانویه ۲۰۲۱)
۳- جشنواره فیلم‌های ایرانی زوریخ بخش مسابقات (سوئیس - می و ژوئن ۲۰۲۱)
۴- جشنواره فیلم‌های ایرانی سان فرانسیسکو بخش مسابقات (آمریکا - سپتامبر ۲۰۲۱)
۵- جشنواره تصاویر نو پارسی ویتره بخش مسابقات (فرانسه - نوامبر ۲۰۲۱)
* مانکن
۱- بیستمین جشنواره جایزه حافظ (ایران - ۱۳۹۹) - مریلا زارعی برنده جایزه بهترین بازیگر سریالهای عاشقان